# Actas
Actas Inc. (яп. 株式会社アクタス, Kabushiki gaisha Akutasu) — японська анімаційна студія, заснована у 1998 році. Наразі є дочірньою компанією Bandai Namco Filmworks, яка своєю чергою, є дочірньою компанією Bandai Namco Holdings.

## Історія
Actas була заснована 6 липня 1998 року Хіросі Като та Дзютаро Обою, які раніше працювали в Tatsunoko Production і Ashi Productions.
Після смерті Като у 2009 році новим президентом компанії став Шьунпей Маруяма. Студія також мала дочірню анімаційну студію Karaku, але в липні 2017 року Actas об'єднала її з основною компанією.
У вересні 2017 року Bandai Visual оголосила про придбання Actas.
У серпні 2023 року стало відомо про смерть колишнього президента та анімаційного продюсера Шьунпея Маруями.

## Праця

### Серіали
- 1999–2000: Gozonji! Gekko Kamen-kun
- 2000–2001: Shin Megami Tensei: Devil Children
- 2002–2003: Transformers: Armada
- 2002–2003: Shin Megami Tensei: D-Children – Light & Dark
- 2003–2004: Pluster World (разом з Brain's Base)
- 2003–2004: Mermaid Melody Pichi Pichi Pitch (разом з SynergySP)
- 2004: Mermaid Melody Pichi Pichi Pitch Pure (разом з SynergySP)
- 2004: Transformers: Energon (разом з Studio A-Cat)
- 2005: Ginban Kaleidoscope; анімація Караку
- 2006: Tactical Roar
- 2006: Night Head Genesis (разом з Bee Media)
- 2007: Kotetsushin Jeeg
- 2007: Moetan
- 2007–2008: Mori no Sensha Bonolon
- 2012–2013: Дівчата і танки
- 2013: Da Capo III; автор: Kazami Gakuen Kōshiki Dōga-bu
- 2016: Regalia: The Three Sacred Stars
- 2016–2017: Long Riders!
- 2017: Princess Principal (разом з 3Hz)
- 2023: Classroom for Heroes
- 2024: Wistoria: Wand and Sword (разом з Bandai Namco Pictures)

### OVA/ONA
- 2000–2001: éX-Driver
- 2001–2002: Ajimu - Kaigan Monogatari
- 2002: éX-Driver: Danger Zone
- 2003: Ai Shimai 2: Futari no Kajitsu
- 2004–2006: Tales of Phantasia: The Animation
- 2008: The Idolmaster Live For You!
- 2008–2009: Switch
- 2009–2010: Yutori-chan
- 2010: Mayo Elle Otoko no Ko
- 2011: Mazinkaizer SKL
- 2012–2013: Дівчата і танки
- 2014: Girls und Panzer: This Is the Real Anzio Battle!
- 2015: Cyborg 009 VS Devilman (разом з Bee Media)

### Фільми
- 2002: éX-Driver: The Movie
- 2010: Kowarekake no Orgel
- 2015: Girls und Panzer der Film
- 2017: Girls und Panzer das Finale
- 2021: Princess Principal: Crown Handler